# Blastospora
Blastospora är ett släkte av svampar. Blastospora ingår i familjen Mikronegeriaceae, ordningen Pucciniales, klassen Pucciniomycetes, divisionen basidiesvampar och riket svampar.
|             | Chrysocelis                                                                      |
|             |                                                                                  |
|             | Petersonia                                                                       |
|             |                                                                                  |
|             | Mikronegeria                                                                     |
|             |                                                                                  |
| Blastospora | \| \| Blastospora hygrophilae \| \| \| \| \| \| Blastospora smilacis \| \| \| \| |
|             | \| \| Blastospora hygrophilae \| \| \| \| \| \| Blastospora smilacis \| \| \| \| |
|             | Stomatisora                                                                      |
|             |                                                                                  |
|             | Blastospora hygrophilae                                                          |
|             |                                                                                  |
|             | Blastospora smilacis                                                             |
|             |                                                                                  |

|  | Blastospora hygrophilae |
|  |                         |
|  | Blastospora smilacis    |
|  |                         |